# Bracon elongatus
Bracon elongatus är en stekelart som beskrevs av Gaspard Auguste Brullé 1846. Bracon elongatus ingår i släktet Bracon och familjen bracksteklar. Inga underarter finns listade.